# Schlacht von Bråvalla
Die Schlacht von Bråvalla soll in der ersten Hälfte des 8. Jahrhunderts auf den Ebenen der schwedischen Provinz Östergötland stattgefunden haben. Unterschiedlichen Angaben zufolge soll sich die auch als „Völkerschlacht“ bezeichnete Auseinandersetzung zwischen 715 und 730 bzw. um das Jahr 740 ereignet haben. Heutige Historiker zweifeln jedoch daran, dass sie stattgefunden hat. In den verschiedenen Sagas gibt es auch unterschiedliche Angaben zum Ort des Geschehens.

## Verlauf
Harald Hildetand war König der Dänen und Svear, konnte sich aber nur um Dänemark und Östergötland kümmern. Deshalb setzte er seinen Neffen Sigurt Ring (Sigurd Hring) als Unterkönig ein, der Västergötland und Svealand beherrschte. Stark vereinfacht wurde daher Harald als Dänenkönig und Sigurt als Schwedenkönig bezeichnet.
Harald wurde sehr alt (laut einigen Sagas 150 Jahre) und befürchtete, nicht in Walhall, dem Totenreich erfolgreicher Kämpfer, zu enden. Er rüstete deshalb eine Flotte aus und bot angeblich Sigurt eine letzte Schlacht an, bei der Harald auf seinem Streitwagen fiel.
Anderen Überlieferungen zufolge kam es zum Krieg und zur Schlacht zwischen Harald und Sigurt, weil Sigurt die Rolle eines Vasallenkönigs nicht akzeptieren und die dänische Vorherrschaft ablösen wollte. Offizieller Kriegsanlass sei gewesen, dass Sigurt von seinem Herrschaftsbereich aus Einfälle von Plündererbanden in Haralds Reich gedeckt habe. Nach der Schlacht eroberte Sigurt das Land der Dänen, konnte seine Herrschaft dort aber nicht festigen.